# Alvin et les Chipmunks contre le loup-garou
 (mai 2022).
Si vous disposez d'ouvrages ou d'articles de référence ou si vous connaissez des sites web de qualité traitant du thème abordé ici, merci de compléter l'article en donnant les références utiles à sa vérifiabilité et en les liant à la section « Notes et références ».
Alvin et les Chipmunks contre le loup-garou (Alvin and the Chipmunks Meet the Wolfman) est un film d'animation américain d'horreur, sorti en vidéo en 2000, réalisé par Kathi Castillo, produit par Bagdasarian Productions et Universal Animations Studios, distribué par Universal Studios Home Entertainment et inspiré des personnages de la série Alvin et les Chipmunks.

## Synopsis
Alvin fait fréquemment des cauchemars dans lesquels apparaissent des loups-garous. Il est persuadé que monsieur Talbot, son nouveau voisin, se transforme les nuits de pleine lune mais personne ne croit à son histoire. A l'école, les garçons travaillent sur la pièce L'Étrange Cas du docteur Jekyll et de M. Hyde. Une expérience de chimie qui tourne mal provoque le renvoi d'Alvin. Theodore le remplace dans le rôle de Mister Hyde mais il est mordu par un chien…

## Doublage
Voix originales
- Ross Bagdasarian Jr. : Alvin Seville / Simon Seville / David "Dave" Seville
- Janice Karman : Theodore Seville / Brittany Miller / Jeanette Miller / Eleanor Miller
- Maurice LaMarche : Mr. Talbot / Loup-Garou
- Miriam Flynn : Principal Milliken
- Rob Paulsen : Mr. Rochelle
- April Winchell : Mme. Raya
- E.G. Daily : Nathan
- Frank Welker : Effects Vocaux
- Dody Goodman : Béatrice Miller (non crédité)

Voix françaises
- Michel Dodane : Alvin Seville
- Jean-François Kopf : Simon Seville
- Sylvie Jacob : Théodore Seville
- Pierre Tessier : David "Dave" Séville
- Valérie de Vulpian : Brittany Miller
- Dorothée Pousséo : Jeanette Miller
- Fily Keita : Eleanor Miller
- Sébastien Desjours : Nathan
- Patrice Dozier : Mr. Rochelle / Mr. Talbot

## Chansons du film
- C'est notre mission (Munks on a Mission) - Alvin et Simon
- Le Monstre en lui (Monster In Out You) - Alvin et Simon
- Tu verras que tout iras bien (Every Things Gonna Be Alright) - Les Chipmunks et les Chipettes

## Commentaires
- Les vêtements que porte Brittany dans le film sont différents. Elle est dépourvue de son écharpe et de ses jambières, ce qui lui donne plus un style des années 1980. En outre, les chaussures de Jeanette et d'elle-même sont différentes.
- Maurice LaMarche et Rob Paulsen avaient déjà travaillé ensemble en tant que voix originale de Minus et Cortex.
- On apprend dans ce film que Théodore est végétarien et montre beaucoup d'affection envers Eléanore.
- Jeanette porte des lunettes noires au lieu de lunettes roses.
- Les lits respectifs de Théodore, d'Alvin et de Simon, de gauche à droite, sont de droite à gauche.
- Sur le Alvin et les Chipmunks Scare-riffic Double Feature DVD, le loup-garou sur la jaquette est censé être le loup-garou de Alvin et les Chipmunks contre le Loup-garou, mais il s'avère être celui de Monster Mash, un autre film d'animation des studios Universal Halloween. Ses mains ne correspondent pas aux mains qu'il avait dans Monster Mash.
- Dave a les yeux bleus au lieu d'avoir des yeux noirs comme dans "The Chipmunk Adventure".
- Larry Talbot est le nom du personnage de loup-garou dans une série de films des années 1940.
- Certaines poupées Chipmunk du film The Chipmunk Adventure peuvent être vues lorsque Théodore commence à se transformer en loup-garou, même si la poupée de Simon a specs noir au lieu de bleu.
- Au lieu de Thomas Edison Elementary, l'école dans lequel vont les Chipmunks et les Chipettes s'appelle Clyde C. Crashcup Elementary School.Il s'agit d'une référence à Clyde Crashcup, qui apparaît dans la série télévisée de 1961 The Show Alvin.